# Deltonotus gibbiceps
Deltonotus gibbiceps är en insektsart som först beskrevs av Bolívar, I. 1902.  Deltonotus gibbiceps ingår i släktet Deltonotus och familjen torngräshoppor. Inga underarter finns listade i Catalogue of Life.